# インターネット広告
インターネット広告（インターネットこうこく、英語: online advertising）とは、インターネットのウェブサイト（ポータルサイトなど）や電子メールを使用し、企業が製品やサービスのマーケティングのために行う宣伝活動のことである。携帯電話などのモバイル端末に表示される広告も含まれる。「ネット広告」と略されるほか、「オンライン広告」「ウェブ広告」とも呼ばれる。
広義では、企業の自社ウェブサイトも広告活動として利用するため、自社ウェブサイトも含めて「インターネット広告」とする考え方もあるが、インターネットを使った広告ビジネスが確立した現在では、広義の意味で使用されることは少ない。

## 特徴
インターネット広告の特徴は、ターゲティング性とインタラクティブ性の2点である。
ターゲティング性とは、ユーザーの年齢・性別などの属性、行動履歴、地域などにより、配信する広告の内容を対象を細かく分けることができる点を指す。一方、インタラクティブ性とは、単純に広告を表示するだけでなく、ユーザーが能動的にアクションすることによって従来のマスメディアではできなかった深いコミュニケーションが取れる点を指す。

## 種類
インターネット広告は、形状、配信方法、課金方法の3つの切り口で分類することができる。
形状による分類では、ディスプレイ広告、テキスト広告、メール広告、タイアップ広告、リッチメディア広告などに分かれる。リッチメディア広告は、フローティング広告、エキスパンド広告、インターネットCM、動画広告などを含む。
配信方法による分類では、性年齢などの属性情報によって配信対象を制限するデモグラフィックターゲティング広告、ユーザーの過去の閲覧ページの状況をみて関連性の高い広告を表示する行動ターゲティング広告、検索キーワードに連動する検索連動型広告、コンテンツの内容に連動するコンテンツ連動型広告、携帯電話の現在地に連動する位置連動型広告などに分けることができる。
課金方法による分類では、同じバナー広告でも、特定ページへの掲載期間を保証する期間保証型広告、表示回数によるインプレッション保証型広告、アフィリエイトによるアクション報酬型広告、クリックすることで課金が発生するクリック報酬型広告に分けることができる。
また、2011年より日本国内においても入札形式によるリアルタイムな広告枠の買い付け「リアルタイム・ビッティング」 (RTB) が開始された。

## 市場規模
世界
インターネット広告が台頭するまでは、4大マスメディア（テレビ、新聞、雑誌、ラジオ）が広告市場の大半を占めていた。しかし、テレビ離れ、活字離れ、ラジオ離れにより、これらの旧来のマスメディアの広告市場はどんどん縮小しており、逆に多くの消費者が時間を費やすインターネットの広告市場は、急速に成長していくことになった。そして、2017年には世界的に、インターネット広告市場が、市場規模でそれまでトップだったテレビの広告市場を上回った。2022年のインターネット広告費で最も高いのは、リスティング広告（検索連動型広告）である。
日本
日本においても、2019年にインターネット広告市場がテレビメディア広告市場を上回った。2021年には、インターネット広告が単独でマスコミ4媒体（テレビ・新聞・雑誌・ラジオ）を合わせた広告費を上回った。日本の主なインターネット広告代理店として、サイバーエージェント、Hakuhodo DY ONE、セプテーニ・ホールディングス、トランスコスモスなどがある。

## 問題
アドフラウド
取引や掲出が人手を介さずに機械化、リアルタイム化したインターネット広告においては、とりわけ2010年代以降、そのメリットの裏腹に、広告主といえども「どこに広告が露出しているのかが分からない」という、クリック、インプレッションの1,000単位売買による陥穽がある。そこへ反社会的勢力や国際的なテロ組織が「広告費搾取」を目的に様々なサイトから広告費を掠め取る犯罪行為が問題となっている。
過激思想のページへの意図しない掲載
インターネット広告が、出稿したクライアント（広告を宣伝する企業）の主義主張と相反するホームページなどに掲示されることがあり、社会的に疑念を持たれるか、時には反社会的集団などを支援してしまう可能性がある。2018年、シスコシステムズは自社のインターネット広告がYouTube上の過激主義者のページに掲示され、結果的に過激主義者を資金面で支えた可能性があることを公表した。YouTubeへの動画掲載は続けつつも、インターネット広告については引き上げることを発表している。
閲覧者による広告ブロッキング
広告の存在は閲覧者にとって不快この上ないものでしかないため、広告ブロックソフトウェアを用いることでブロッキング（非表示）することができる。
ウェブサイトの管理者は広告ブロックソフトのユーザーに対して警告を発し、広告ブロックを解除するようアナウンスを出すなどの対策を行っている。広告ブロックソフトによってはその警告さえも非表示にする機能を有しているため、いたちごっこの状態が続いている。また、グーグルやアマゾンといった大企業は「Adblock Plusのパートナー企業となることによって金銭を渡し、自らの広告をブロックさせないようにしている」問題も指摘されている。
なお、広告ブロックソフトウェアであるAdblock Plusに対して裁判が起こされた際、裁判官は「アドブロックは合法である」との判決を下した。
激しい選挙運動に巻き込まれる可能性
アメリカ大統領選挙では、時に相手陣営との間で誹謗中傷合戦が行われることもある。2020年6月26日、ユニリーバはアメリカで「二極化された選挙（2020年アメリカ合衆国大統領選挙）期間」が続くことを考慮し、年末までSNSへの広告の出稿を取りやめることを発表した。
その他の社会問題
個人情報規制が欧米で厳しくなるにつれて、日本でも法改正が度重なるが、その過程で総務省、消費者庁、公正取引委員会、警察庁などが、調査を繰り返し警鐘を発し、ガイドラインを示し、新たな秩序形成を目指している。事業者側もたとえば、ターゲティング広告の実施上有益とされながら、ユーザーの同意が得られていない「サードパーティクッキー」利用を、Googleは2023年後半には中止するとしている。しかしながら、仮にその同意が有効であるとしても、ユーザーが正しくプライバシーポリシーを理解したかは極めて疑わしい。ルールは「社会問題の後からしか生成されない」。この点についての便覧として2017年から2019年の3年間だけでも、プライバシー、口コミの捏造、ステルスマーケティング、アフィリエーターへの広告主責任、海賊サイト、まとめサイト、悪徳商法、プラットフォーマーの情報漏洩、取引の公正性、など膨大なものが報道された。

### 性的広告
スマホやネットを触っていると、飛び込んでくる卑猥な広告に規制を求める声があがっている。勝手に表示されてしまうことに加え、タブレットで勉強する学校が増える中、「子どもも見てしまう」と多くの人が不快感を訴えている。
2023年7月17日放送のABEMA Primeで、自民党の今枝宗一郎衆議院議員は、「エロ広告にもいろいろあるが、中には暴力的なものも多くあると思っている。それらは認知活動的に変わっていく可能性があると思うので、教育上まずいと捉えている」「本来の教育上とは違う目的で使われるのはよろしくない」との見方を示した。
性的な広告が未成年者の見るウェブサイトで表示されることが問題となっているため、そのようなサイトで性的な広告の自主規制の基準をテレビや新聞レベルまで上げるよう要求するオンライン署名活動も行われている。

#### 事案
2025年3月10日ごろにかけて、料理のレシピを紹介するサイトなどで、性的な広告が意図せず表示される事案が相次いで確認された。
このうち「オレンジページnet」では性的な内容の文章の広告が表示され、サイトを運営する会社は公式のXで「読者の皆様には不快な思いをさせてしまい、誠に申し訳ございません」と謝罪し、対策を強化する方針を公表した。

#### 動向
2025年4月末、日本電子書店連合は緊急の会合を開き、加盟する11社すべてが全年齢向けのサイトでの性的な広告の配信を停止することで合意した。同連合によると、一部の加盟社が配信している性的な表現が描かれたコミック広告について、子どもも閲覧するゲーム関連サイトやニュースサイトなどにも配信されているとして苦情が増えている。同連合は「社会的に批判を受けていると認識しており、業界の健全な発展のためにも広告の適正化に努めたい」とコメントしている。日本広告審査機構によると、インターネットの性的な広告に関する苦情は昨年度604件にのぼり、前の年度の235件から大幅に増えていて、このうち電子コミックに関するものが3割余りを占めていた。
2025年5月、日本インタラクティブ広告協会は、プラットフォーム事業者や広告代理店、メディアなど３００社余りの会員企業に対して、性的な表現を含む広告の配信について、初めて具体策を示して、対応策を講じるよう注意喚起を行ったことが分かった。同協会は、性的な広告への対策を求める声が広がっており、未成年者の健全な育成の観点から注意喚起を行ったとしている。

#### 署名活動
2025年6月4日、ネット上で無差別に表示される性的広告について、ゾーニング（すみ分け）を求める10万筆超のオンライン署名が子ども家庭庁に提出された。
今回、10万2526筆のオンライン署名を提出した「性的なネット広告のゾーニングを目指す会」代表の香川きょう（仮名）さんは、10歳、5歳、2歳の子を育てる3児の母。子どもが当たり前にネット環境に触れる時代に、露骨な性的表現に暴露されることに危機感を覚え、昨年9月から署名活動を開始した。
性的広告の問題について「青少年の健全な育成だけでなく、成人であっても意図せず見せられる精神的苦痛、ハラスメントの要素もあります。嫌なら避ければいいとも言われますが、避けるために知りたい情報を得られず、知る権利の侵害という考え方もできる。性に関して誤った知識や認識、価値観を持たせてしまうきっかけにもなります。性的な表現それ自体が女性差別だとは考えていませんが、女性が性暴力を受けている描写が問題とされていないかのような現状は、無意識下のジェンダーバイアスや女性差別を助長する懸念があると考えています」と述べた。

## 規制
日本
2019年11月29日に行われた衆議院憲法審査会で憲法改正を問う国民投票を実施する際、「インターネットの広告に規制を設けるよう議論を積み重ねるべきだ」との意見が与野党から相次いで聞かれた。
2020年6月16日に行われた首相官邸が主導するデジタル市場競争会議はインターネット広告の課題やネット広告の規制導入などを列挙した中間報告をまとめた。ネット広告の規制の方向性についての取りまとめは、同年冬に行う予定だとしている。
イギリス
2019年12月18日、イギリスの競争・市場庁はGoogleとFacebookのインターネット広告での圧倒的なシェアがもたらす悪影響を抑えるため、規制を強化する必要があると指摘した。